# استان عدن
عَدَن (به عربی: محافظة عدن) نام استانی در کشور یمن در شبه جزیره عربستان است.

## پیشینه
عدن در سابق پایتخت کشور یمن جنوبی بوده‌است. در سال ۶۳۶ میلادی مسلمانان آن را اشغال نمودند.
در سال ۱۵۱۳ پرتقالی ها آن را اشغال نمودند، در سال ۱۵۳۸ عثمانی‌ها  آن را از چنگ پرتغالی‌ها درآورده و آزاد کردند ، اما در سال ۱۸۳۹  به دست انگلیسی‌ها اشغال کردندو در سال ۱۹۶۷ استقلال یافت. عدن در دوران قدیم یکی از قدیمترین بازارهای عرب بوده‌است؛ و بندری است مهم در تنگه باب‌المندب.

## جغرافیا
از سه جهت کوه آن را احاطه نموده‌است. از طرف شمال کوه «شمسان»، و از طرف شمال و جنوب کوه «العُر»، و از طرف مغرب کوه «صیرة»، و از سمت مشرق به «دریای هند» محدود می‌گردد.
استان عدن یکی از استان‌های جنوب یمن است، و یکی از مهم‌ترین بندرگاه‌های یمن در کرانهٔ اقیانوس هند است؛ و دارای فرودگاه بین‌المللی می‌باشد.

## جمعیت
استان عدن دارای ۵۸۹ هزار نفر جمعیت می‌باشد.
چون عدن منطقه‌ای کوهستانی است و از سه جهت کوه آن را احاطه نموده‌است، به جز راه دریا راه دیگر نداشته‌است، تا اینکه کوه‌های اطراف را بریده‌اند وراه زمینی را ایجاد نموده‌اند.
در حال حاضر عدن شهری آباد وپررونقی است.

### دین و مذهب
اکثر جمعیت این استان سنی مذهب شافعی هستند. اقلیت جمعیت استان نیز شیعه زیدی هستند.

## شهرستان‌ها
- Craiter District کریتر
- Khur Maksar District خورمکسر
- Al Mualla District المعلا
- Attawahi District التواهی
- Ash Shaikh Outhman District الشیخ عثمان
- Al Mansura District المنصورة
- Dar Sad District دار سعد
- Al Buraiqeh District البریقة